# Grande Prêmio da Argentina de 1979
Resultados do Grande Prêmio da Argentina de Fórmula 1 realizado em Buenos Aires em 21 de janeiro 1979. Primeira etapa da temporada, teve como vencedor o francês Jacques Laffite, da Ligier-Ford.

## Classificação da prova
| Pos. | Nº | Piloto                | Construtor         | Voltas | Tempo/Diferença        | Grid | Pontos |
| ---- | -- | --------------------- | ------------------ | ------ | ---------------------- | ---- | ------ |
| 1    | 26 | Jacques Laffite       | Ligier-Ford        | 53     | 1:36:03.21             | 1    | 9      |
| 2    | 2  | Carlos Reutemann      | Lotus-Ford         | 53     | + 14.94                | 3    | 6      |
| 3    | 7  | John Watson           | McLaren-Ford       | 53     | + 1:28.81              | 6    | 4      |
| 4    | 25 | Patrick Depailler     | Ligier-Ford        | 53     | + 1:41.72              | 2    | 3      |
| 5    | 1  | Mario Andretti        | Lotus-Ford         | 52     | + 1 volta              | 7    | 2      |
| 6    | 14 | Emerson Fittipaldi    | Fittipaldi-Ford    | 52     | + 1 volta              | 11   | 1      |
| 7    | 18 | Elio de Angelis       | Shadow-Ford        | 52     | + 1 volta              | 16   |        |
| 8    | 30 | Jochen Mass           | Arrows-Ford        | 51     | + 2 voltas             | 14   |        |
| 9    | 27 | Alan Jones            | Williams-Ford      | 51     | + 2 voltas             | 15   |        |
| 10   | 28 | Clay Regazzoni        | Williams-Ford      | 51     | + 2 voltas             | 17   |        |
| 11   | 22 | Derek Daly            | Ensign-Ford        | 51     | + 2 voltas             | 24   |        |
| Ret  | 12 | Gilles Villeneuve     | Ferrari            | 48     | Motor                  | 10   |        |
| Ret  | 31 | Hector Rebaque        | Lotus-Ford         | 46     | Suspensão              | 19   |        |
| Ret  | 17 | Jan Lammers           | Shadow-Ford        | 42     | Transmissão            | 21   |        |
| Ret  | 20 | James Hunt            | Wolf-Ford          | 41     | Pane elétrica          | 18   |        |
| Ret  | 4  | Jean-Pierre Jarier    | Tyrrell-Ford       | 15     | Motor                  | 4    |        |
| Ret  | 15 | Jean-Pierre Jabouille | Renault            | 15     | Motor                  | 12   |        |
| Ret  | 5  | Niki Lauda            | Brabham-Alfa Romeo | 8      | Sistema de combustível | 23   |        |
| Ret  | 16 | René Arnoux           | Renault            | 6      | Motor                  | 25   |        |
| Ret  | 11 | Jody Scheckter        | Ferrari            | 0      | Colisão                | 5    |        |
| Ret  | 3  | Didier Pironi         | Tyrrell-Ford       | 0      | Colisão                | 8    |        |
| Ret  | 8  | Patrick Tambay        | McLaren-Ford       | 0      | Colisão                | 9    |        |
| Ret  | 6  | Nelson Piquet         | Brabham-Alfa Romeo | 0      | Colisão                | 20   |        |
| Ret  | 24 | Arturo Merzario       | Merzario-Ford      | 0      | Colisão                | 22   |        |
| DNS  | 29 | Riccardo Patrese      | Arrows-Ford        |        | Acidente               | 13   |        |
| DNQ  | 9  | Hans-Joachim Stuck    | ATS-Ford           |        | Carro inconcluso       |      |        |

## Tabela do campeonato após a corrida
| Pos. | Piloto            | Pontos |
| ---- | ----------------- | ------ |
| 1    | Jacques Laffite   | 9      |
| 2    | Carlos Reutemann  | 6      |
| 3    | John Watson       | 4      |
| 4    | Patrick Depailler | 3      |
| 5    | Mario Andretti    | 2      |

| Pos. | Construtor      | Pontos |
| ---- | --------------- | ------ |
| 1    | Ligier-Ford     | 12     |
| 2    | Lotus-Ford      | 8      |
| 3    | McLaren-Ford    | 4      |
| 4    | Fittipaldi-Ford | 1      |

- Nota: Somente as primeiras cinco posições estão listadas. As quinze etapas de 1979 foram divididas em um bloco de sete e outro de oito corridas onde cada piloto podia computar quatro resultados válidos em cada, não havendo descartes no mundial de construtores.